# シオガマギク属
シオガマギク属（塩竈菊属、学名：Pedicularis）は、ハマウツボ科に分類される1属。クロンキスト体系とエングラー体系では、ゴマノハグサ科に分類されていた。

## 形態
半寄生の多年草または一年草で、茎は直立、斜上または匍匐する。葉は対生、輪生または互生し、羽状に深裂するものが多い。花は葉腋ごとにつくか、茎先に総状または穂状につく。花冠は紅紫色、黄色または黄白色で、長い筒状となり、先は唇形となる。

## 生態
寄生植物の一種とされ、イネ科植物に寄生する。ただし、全ての栄養分を宿主に依存するのではなく自力で光合成を行う「半寄生」と呼ばれるものが多い。
いくつかの種はマツ属樹木に枝枯れ等の被害を与えるさび病の原因菌（サビキン）の中間宿主になることでも知られる。マツのさび病のうち特に有名な五葉マツ類発疹さび病（英名：white pine blister rust）ではサビキンCronatrium ricicolaの中間宿主としてスグリ属（Ribes）植物が有名だが、シオガマギク属植物も関与するという。

## 分布
北半球に広く分布し、約500種知られている。

## 下位分類

### 日本の主なもの
セリバシオガマ節

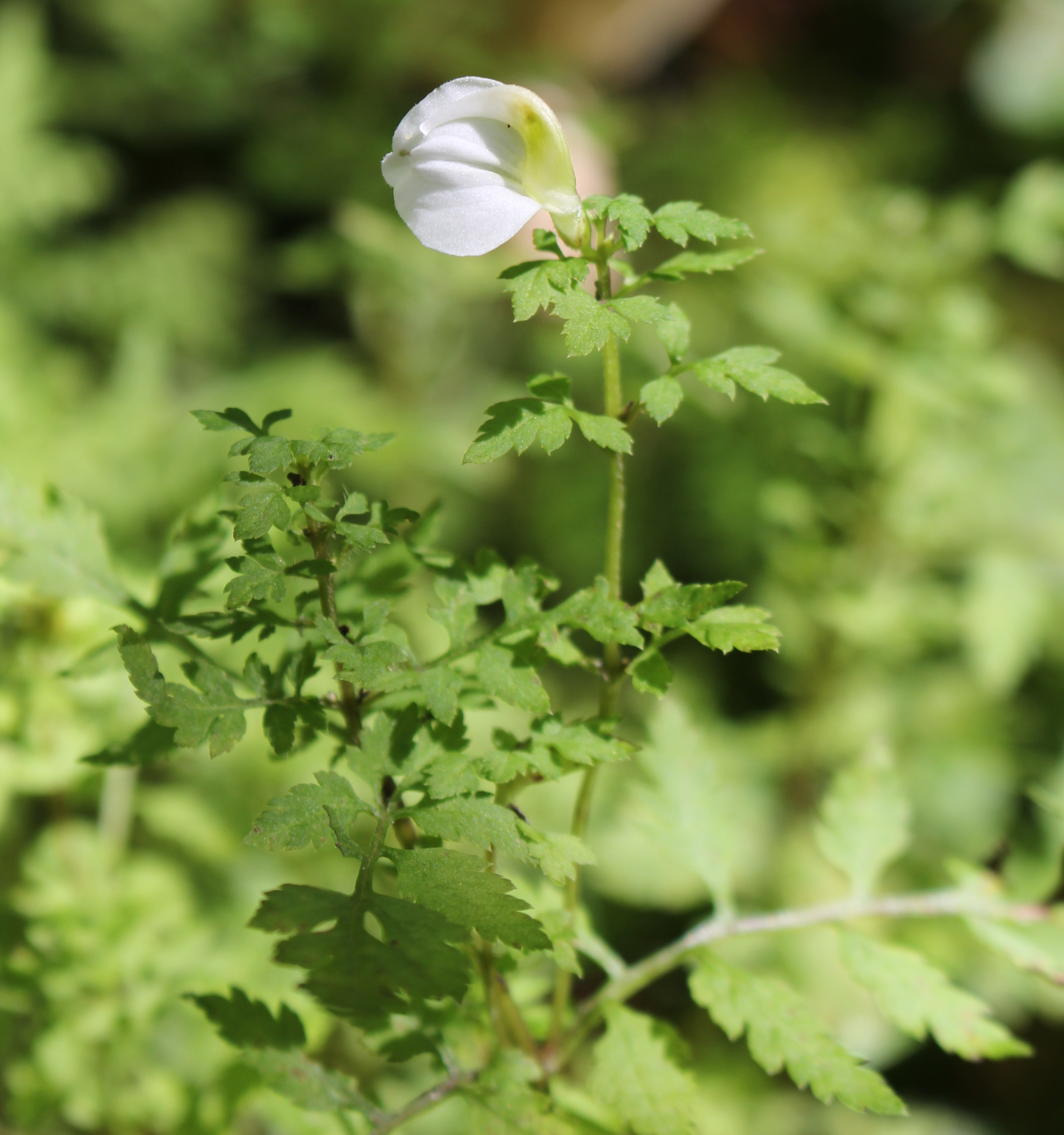
セリバシオガマ

- セリバシオガマ（Pedicularis keiskei ）

シオガマギク節
- シオガマギク（Pedicularis resupinata var. oppositifolia ）
  - シベリアシオガマ（Pedicularis resupinata var. resupinata ）
  - ミカワシオガマ（Pedicularis resupinata var. microphylla ）
  - トモエシオガマ（Pedicularis resupinata var. caespitosa ）
- エゾシオガマ（Pedicularis yezoensis ）

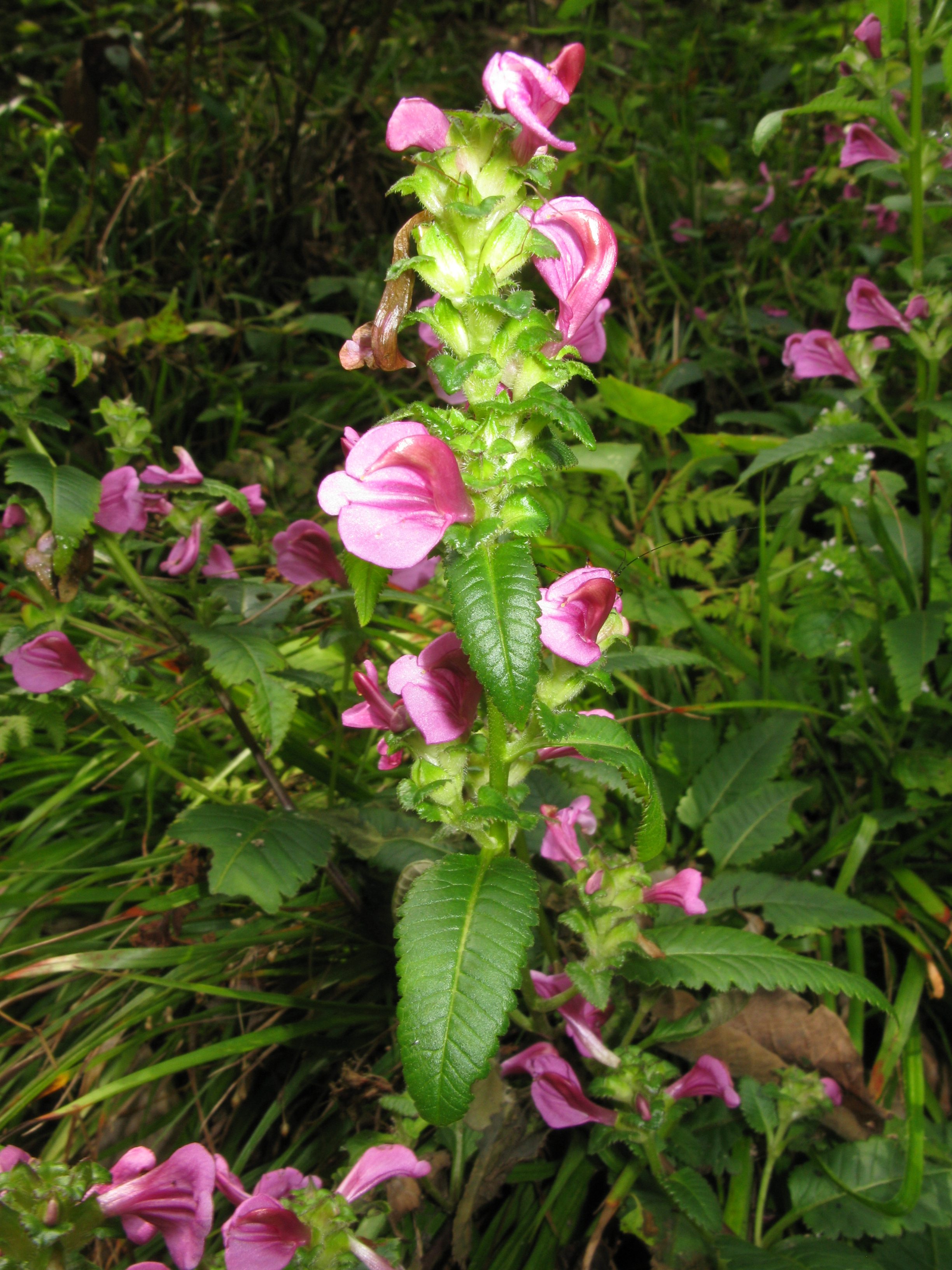
シオガマギク
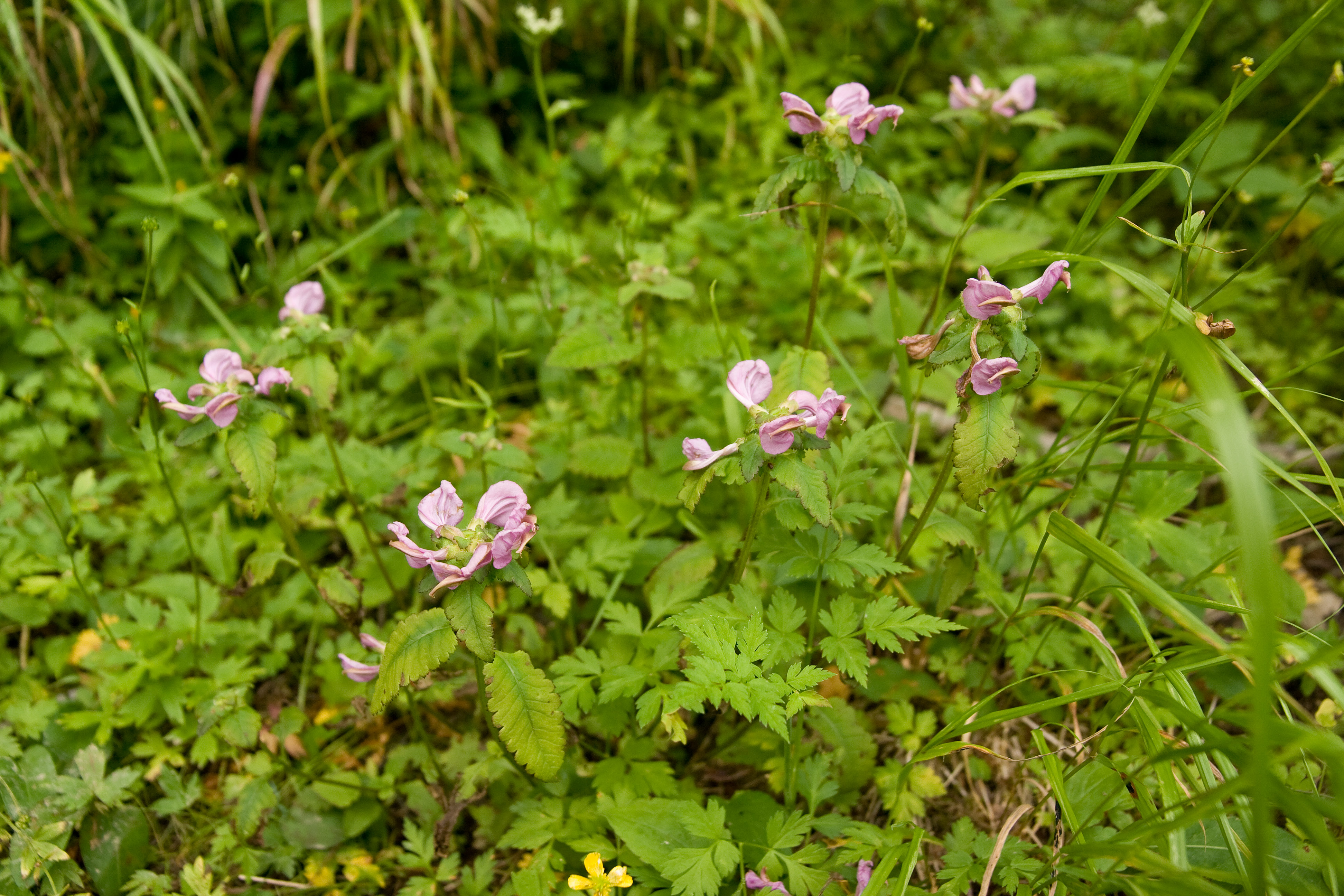
トモエシオガマ
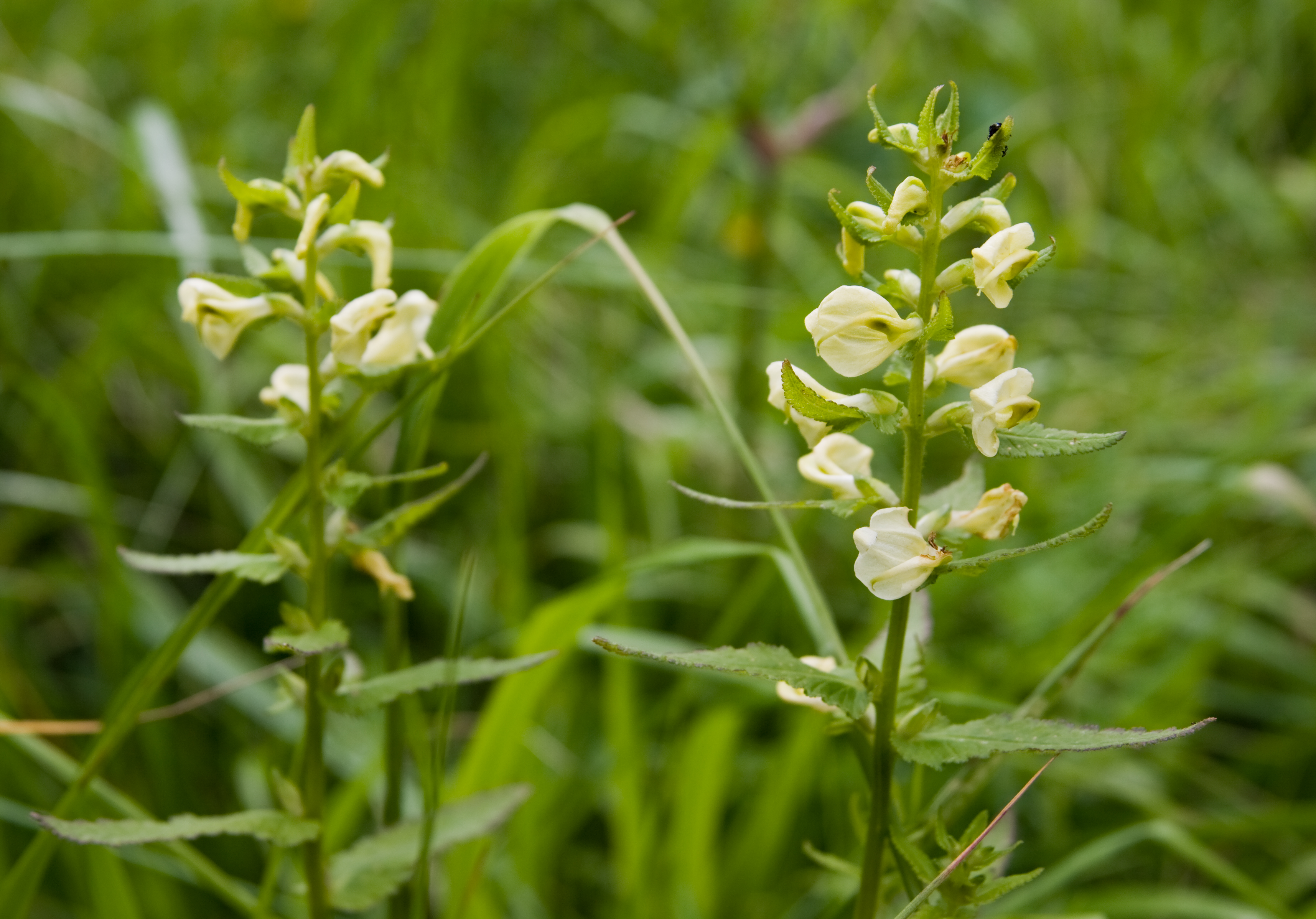
エゾシオガマ

ヨツバシオガマ節
- ヨツバシオガマ（Pedicularis chamissonis var. japonica ）
  - クチバシシオガマ（Pedicularis chamissonis var. longirostrata ）
  - レブンシオガマ（Pedicularis chamissonis var. rebunensis ）

ハンカイシオガマ節
- オニシオガマ（Pedicularis nipponica ）
- ハンカイシオガマ（Pedicularis gloriosa ）
- イワテシオガマ（Pedicularis iwatensis ）
- ヤクシマシオガマ（Pedicularis ochiaiana ）
- ツクシシオガマ（Pedicularis refracta ）
- タカネシオガマ（Pedicularis verticillata ）
- ホザキシオガマ（Pedicularis spicata ）

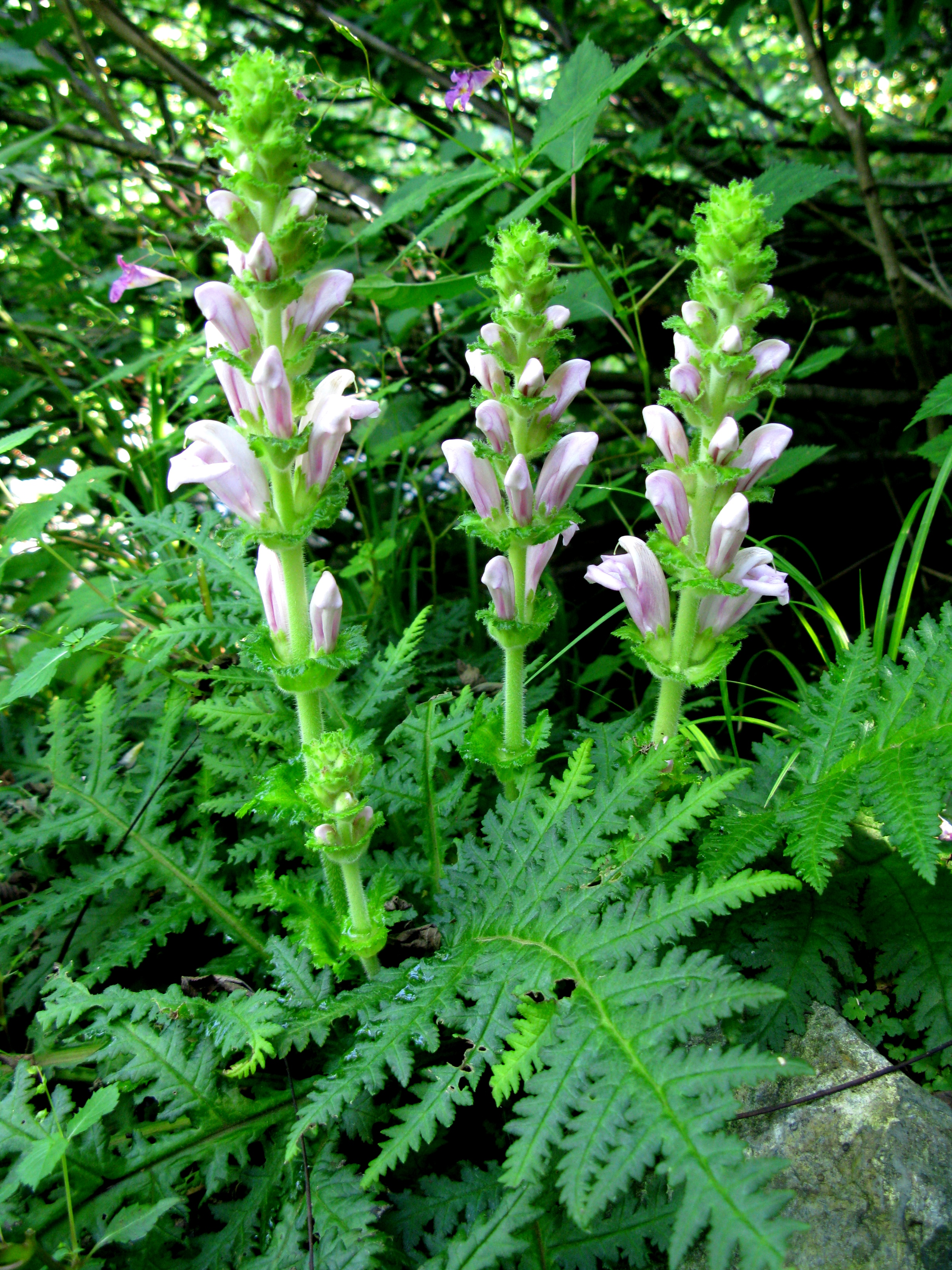
オニシオガマ
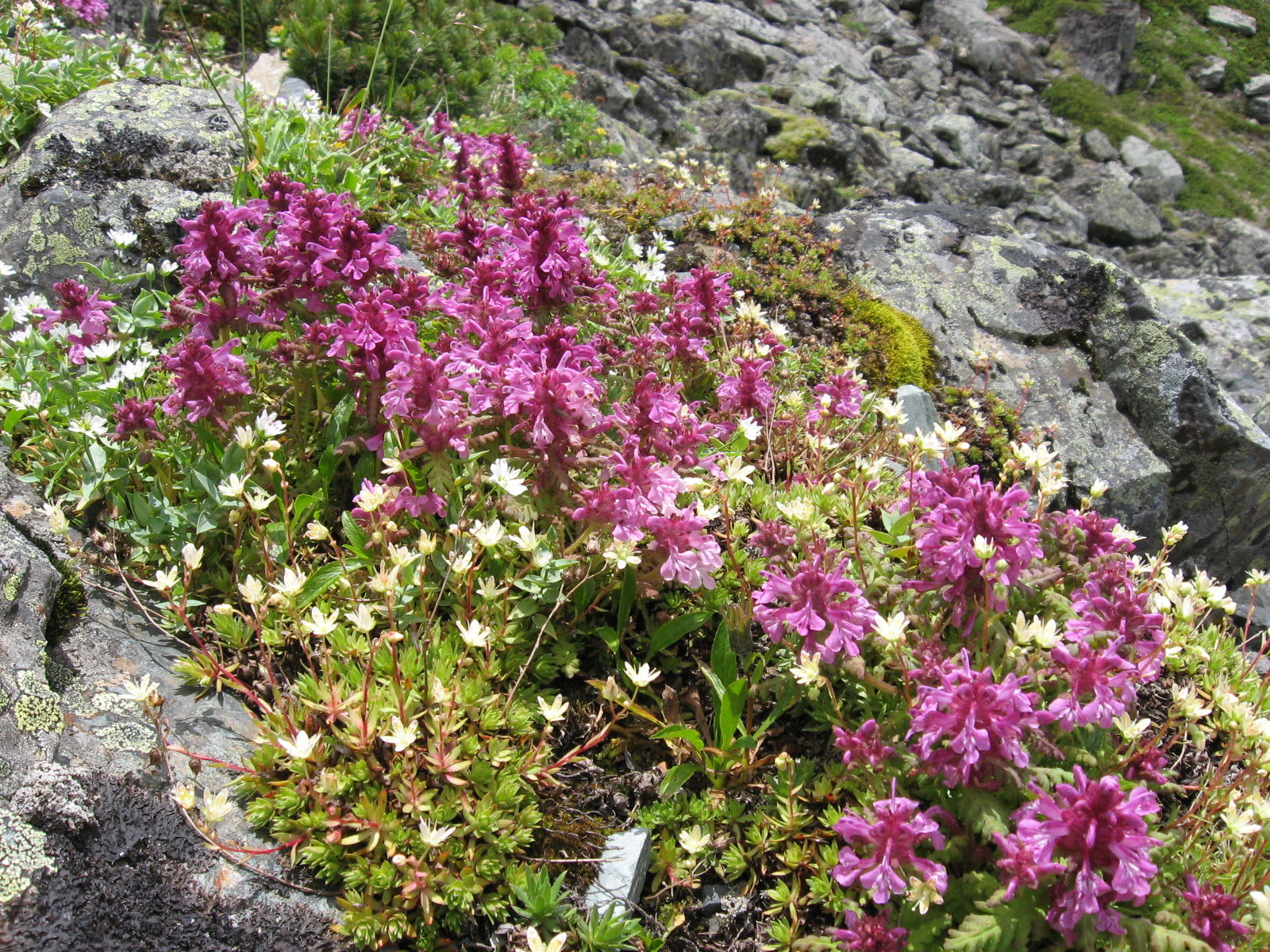
タカネシオガマ

ミヤマシオガマ節

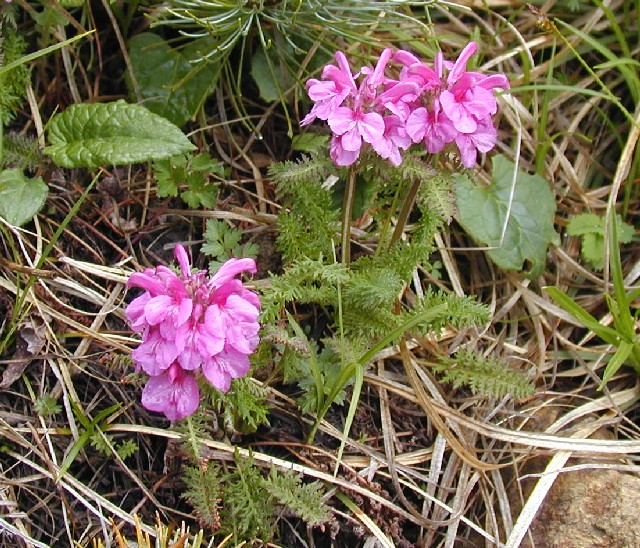
ミヤマシオガマ

- キバナシオガマ（Pedicularis oederi var. heteroglossa ）
- ネムロシオガマ（Pedicularis schistostegia ）
- ミヤマシオガマ（Pedicularis apodochila ）
- ベニシオガマ（Pedicularis koidzumiana ）